# Kenny Pickett
Kenneth Shane Pickett (Oakhurst, Nueva Jersey; 6 de junio de 1998), más conocido como Kenny Pickett, es un jugador estadounidense profesional de fútbol americano. Juega en la posición de quarterback y actualmente milita en los Philadelphia Eagles de la National Football League (NFL).
Jugó fútbol americano universitario en la Universidad de Pittsburgh, donde ganó el Premio Johnny Unitas Golden Arm en su último año, y fue seleccionado por los Steelers en la primera ronda del Draft de la NFL de 2022.

## Biografía
Pickett nació el 6 de junio de 1998 en Municipio de Ocean. Asistió a la Escuela secundaria del municipio de Ocean. Pickett llevó a los Ocean Township Spartans al juego de semifinales del Grupo III Central de Nueva Jersey como junior, lo que llevó a su equipo a un récord de 9-2. 247Sports clasificó a Pickett como el jugador de fútbol americano de escuela secundaria No. 23 en general en Nueva Jersey en su último año. Durante su carrera, lanzó para 4,670 yardas con 43 touchdowns y corrió para 873 yardas y 17 touchdowns. Originalmente se comprometió a jugar fútbol americano universitario en la Universidad de Temple, pero cambió su compromiso a la Universidad de Pittsburgh.

## Trayectoria
Estadísticas de Kenny Pickett por temporada.